# DI-6
DI-6 − radziecki samolot myśliwski z okresu II wojny światowej opracowany w 1930 roku przez Siergieja Koczerigina i Władimira Jacenkę.

## Historia
Budowę samolotu poprzedziły rozważania w jaki sposób będzie najlepiej chroniony przed atakami wrogich myśliwców pilot samolotu. W związku z tym postanowiono, że DI-6 otrzyma dodatkowo stanowisko dla tylnego strzelca w którym zamontowano ruchomy karabin SzKAS kaliber 7,62 mm. Maszyna powstała w formie dwupłatowca (płat górny większy od płata dolnego który był lekko zagięty przy kadłubie). Żeby zapewnić dobrą widoczność pilotowi kabinę pilota umieszczono wysoko. Koła samolotu mogły być chowane podczas lotu.
W 1935 roku odbył się pierwszy lot. Testowany samolot (oznaczenie prototypu 11 ZKB był wyposażony w silnik Wright R-1820. Loty próbne okazały się sukcesem i doprowadziły do podpisania umów o produkcji seryjnej. Jednakże zaproponowano inne silniki - M-25. Wtedy też zaczęły się trudności które opóźniły produkcję do 1937 roku. Samoloty te były produkowane do 1938 roku. Zbudowano ich ponad 200 sztuk.
W walkach po raz pierwszy użyto ich w 1939 roku podczas zatargów na granicy sowiecko-japońskiej, gdzie spisywały się bardzo dobrze.